# ガンビアの大統領
ガンビアの大統領（ガンビアのだいとうりょう、英語: President of the
Republic of The Gambia）は、ガンビア共和国の元首であり、政府の長たる大統領である。

## 概要
ガンビアは1965年に独立（その時のガンビアの総督はジョン・ウォーバートン・ポール（1965年2月18日 – 1966年2月9日）とファリマング・ママディ・シンガティック（1966年2月9日 – 1970年4月24日））したが、1970年まではイギリスの国王を元首とする英連邦王国であった。ここでは、英連邦王国から脱し、共和制を敷いて大統領を国家元首と定めた1970年4月24日からの大統領を記す。
軍事政権の長が国家元首を兼ねた期間があるが、それもまとめて一覧に記した。

## 選出
大統領は国民の直接選挙で選出される。任期は5年で、再選制限は無い。大統領選挙に立候補できるのは、ガンビア国内に5年以上居住する30歳以上65歳以下のガンビア国民であり、高校卒業程度の学歴を持ち、ガンビア国籍以外の国籍（二重国籍）を持っていてはならないと憲法に定められている。

## 権限
ガンビアは大統領制の共和国であり、大統領は国家元首であると同時に行政府の長も兼ねる。副大統領や閣僚の任免権、軍の最高指揮権などを行使し、実質的に国政を主導する役割を担う。また、国民議会の定数53議席のうち5議席は、大統領による任命枠となっている。

## 大統領の一覧
| ガンビア共和国 (1970-2015)           |                                |                       |                                 |                           |                                |                                 |                                             |
| 代                                   | 大統領                         | 大統領                | 所属政党                        | 期                        | 在任期間                       | 在任期間                        | 備考                                        |
| 001                                  | ダウダ・ジャワラ Dawda Jawara  |                       | 人民進歩党 （PPP）              | 1                         | 1970年4月24日 - 1972年         | 11年 + 97日                     |                                             |
| 001                                  | ダウダ・ジャワラ Dawda Jawara  | 2                     | 人民進歩党 （PPP）              | 1972年 - 1977年           |                                | 11年 + 97日                     |                                             |
| 001                                  | ダウダ・ジャワラ Dawda Jawara  | 3                     | 人民進歩党 （PPP）              | 1977年 - 1981年7月31日    | 任期満了前に解任               | 11年 + 97日                     |                                             |
| 0－                                  | クコイ・サニャン Kukoi Sanyang |                       | 無所属 （軍人）                 | －                        | 1981年7月31日 - 1981年8月5日   | 5日                             | 暫定元首 （国家革命評議会議長）在任中に解任 |
| 0(1)                                 | ダウダ・ジャワラ Dawda Jawara  |                       | 人民進歩党 （PPP）              | 3                         | 1981年8月5日 - 1982年          | 12年 + 351日 （計24年 ＋ 85日） | 職務復帰                                    |
| 0(1)                                 | ダウダ・ジャワラ Dawda Jawara  | 4                     | 人民進歩党 （PPP）              | 1982年 - 1987年           |                                | 12年 + 351日 （計24年 ＋ 85日） |                                             |
| 0(1)                                 | ダウダ・ジャワラ Dawda Jawara  | 5                     | 人民進歩党 （PPP）              | 1987年 - 1992年           |                                | 12年 + 351日 （計24年 ＋ 85日） |                                             |
| 0(1)                                 | ダウダ・ジャワラ Dawda Jawara  | 6                     | 人民進歩党 （PPP）              | 1992年 - 1994年7月22日    | 任期満了前に解任               | 12年 + 351日 （計24年 ＋ 85日） |                                             |
| 0－                                  | ヤヒヤ・ジャメ Yahya Jammeh    |                       | 無所属 （軍人）                 | －                        | 1994年7月22日 - 1996年10月18日 | 2年 + 88日                      | 暫定元首 （軍事暫定統治評議会議長）         |
| 002                                  | ヤヒヤ・ジャメ Yahya Jammeh    | 愛国再建同盟 （APRC） | 7                               | 1996年10月18日 - 2001年   | 19年 + 53日                    |                                 |                                             |
| 002                                  | ヤヒヤ・ジャメ Yahya Jammeh    | 愛国再建同盟 （APRC） | 8                               | 2001年 - 2006年           | 19年 + 53日                    |                                 |                                             |
| 002                                  | ヤヒヤ・ジャメ Yahya Jammeh    | 愛国再建同盟 （APRC） | 9                               | 2006年 - 2011年           | 19年 + 53日                    |                                 |                                             |
| 002                                  | ヤヒヤ・ジャメ Yahya Jammeh    | 愛国再建同盟 （APRC） | 10                              | 2011年 - 2015年12月10日   | 19年 + 53日                    | 国名変更                        |                                             |
| ガンビア・イスラム共和国 (2015-2017) |                                |                       |                                 |                           |                                |                                 |                                             |
| 0(2)                                 | ヤヒヤ・ジャメ Yahya Jammeh    |                       | 愛国再建同盟 （APRC）           | 10                        | 2015年12月10日 - 2017年1月21日 | 1年 + 42日 （計 20年 + 95日）   |                                             |
| 003                                  | アダマ・バロウ Adama Barrow    |                       | 連合2016                        | 11                        | 2017年1月19日 - 2017年1月28日  | 9日                             | 国名変更                                    |
| ガンビア共和国 (2017-現在)           |                                |                       |                                 |                           |                                |                                 |                                             |
| 0(3)                                 | アダマ・バロウ Adama Barrow    |                       | 連合2016                        | 11                        | 2017年1月28日 - 2019年12月31日 | 8年 + 142日 （計8年 + 151日）   |                                             |
| 0(3)                                 | アダマ・バロウ Adama Barrow    | 国家人民党 （NPP）    | 2019年12月31日 - 2021年12月28日 | 11                        | 新党結成                       | 8年 + 142日 （計8年 + 151日）   |                                             |
| 0(3)                                 | アダマ・バロウ Adama Barrow    | 国家人民党 （NPP）    | 12                              | 2021年12月28日 - （現職） |                                | 8年 + 142日 （計8年 + 151日）   |                                             |